# Coteaux de Lizet et de l'Osse vers Montesquiou
Coteaux de Lizet et de l'Osse vers Montesquiou este o arie protejată (sit de importanță comunitară — SCI) din Franța întinsă pe o suprafață de 1.865 ha, integral pe uscat.

## Localizare
Centrul sitului Coteaux de Lizet et de l'Osse vers Montesquiou este situat la coordonatele 43°34′54″N 0°21′10″E / 43.58167°N 0.35278°E.

## Înființare
Situl Coteaux de Lizet et de l'Osse vers Montesquiou a fost declarat arie specială de conservare în baza directivei 92/43 din 1992 referitoare la conservarea habitatelor naturale și a faunei și florei sălbatice pentru a proteja 8 specii de animale.

## Biodiversitate
Situată în ecoregiunea atlantică, aria protejată conține 4 habitate naturale: Formațiuni de Juniperus communis pe lande sau pajiști calcaroase, Pajiști uscate seminaturale și facies de acoperire cu tufișuri pe substraturi calcaroase (Festuco-Brometalia) (* situri importante pentru orhidee), Peșteri inaccesibile publicului, Fânețe de joasă altitudine (Alopecurus pratensis, Sanguisorba officinalis).
La baza desemnării sitului se află mai multe specii protejate:
- mamifere (3): liliac cu urechi mari (Myotis bechsteinii), liliacul mare cu potcoavă (Rhinolophus ferrumequinum), liliacul mic cu potcoavă (Rhinolophus hipposideros)
- nevertebrate (3): croitorul mare al stejarului (Cerambyx cerdo), rădașcă (Lucanus cervus), fluturele purpuriu (Lycaena dispar)
- pești (1): Parachondrostoma toxostoma
- reptile (1): țestoasa de baltă (Emys orbicularis)

Pe lângă speciile protejate, pe teritoriul sitului au mai fost identificate 1 specie de plante, 7 specii de păsări, 3 specii de amfibieni, 1 specie de nevertebrate.